# بلوس ون
بلوس واحد (بالإنجليزية: PLOS ONE)‏ هو الأقرآن مجلة علمية مفتوحة صادرة عن المكتبة العامة للعلوم منذ عام 2006، وتغطي البحوث الأولية من اختصاصات العلوم والطب. تذهب جميع الطلبات من خلال استعراض النظراء قبل نظراء اومحررين نشر داخل وخارج المجلة.